# Uranophora melinda
Uranophora melinda là một loài bướm đêm thuộc phân họ Arctiinae, họ Erebidae.